# SMS Weißenburg

Vue du SMS Weißenburg

Le SMS Weißenburg est un navire de la classe de cuirassés Brandenburg, composée également du Brandenburg, du Kurfürst Friedrich Wilhelm et du Wörth. Construit pour la Marine impériale allemande au début des années 1890, sur les chantiers navals de la compagnie AG Vulcan Stettin, c'est l'un des premiers cuirassés de type pré-Dreadnought construit par l'Allemagne.
Le Weißenburg et les trois cuirassés de sa classe ont la particularité, pour leur époque, de disposer pour leur artillerie principale de six canons en lieu et place des quatre canons qui équipaient généralement les navires de même catégorie.
Il est baptisé en mémoire de la bataille de Wissembourg.

## Sources
- (en) Cet article est partiellement ou en totalité issu de l’article de Wikipédia en anglais intitulé « SMS Weissenburg » (voir la liste des auteurs).